# Других 48 часова
Других 48 часова (енгл. Another 48 Hrs.) је акциона филмска комедија из 1990. године, у режији Волтера Хила.
Џек Кејтс, полицијски истражитељ, очајнички тражи Леденог човека, окрутног дилера дроге у области залива Сан Франциска, па још једном убеђује Реџија, бившег осуђеника да сарађује и помогне му у његовој потрази.

## Радња
Прошло је неколико година од догађаја из претходног филма. Полицајац Сан Франциска, наредник Џек Кејтс, већ четири године лови нарко-боса по имену Ледени човек. Током сукоба са криминалцима Тајроном Бароузом и Артуром Броком, Кејтс, покушавајући да се одбрани, убија Брока. Тајрон нестаје, а Џек мора да докаже своју невиност Служби унутрашњих послова.
Џек наилази на доказ да је његов дугогодишњи познаник Реџи Хамонд, који је још увек иза решетака, један од ретких који познаје Ајсмена из виђења. Сутра излази из затвора, а Џек покушава да преговара са Реџијем да сведочи против Ајсмена. Реџи тражи својих 500.000 долара назад, али Џек задржава новац док му Реџи не помогне. Реџи још није стигао на слободу у затворском аутобусу када два бајкера покушавају да га убију. Реџи је неким чудом побегао и коначно су пронашли заједнички језик са Кејтс. Убице је послао Бароуз, који, како се испоставило, ради за Ајсмена.
Након пуштања на слободу, непознати људи киднапују Реџија. Истрага води Џека у ноћни клуб са једним од његових старих познаника. Овде се испоставља да је Ајсмен, у ствари, полицајац Бен Кихоу, Џеков колега. У пуцњави, Џек, спашавајући Реџијев живот, убија Кихоуа, док је Реџи рањен у раме.

## Улоге
| Глумац               | Улога                 |
| -------------------- | --------------------- |
| Ник Нолти            | инспектор Џек Кејтс   |
| Еди Мерфи            | Реџи Хамонд           |
| Брајон Џејмс         | инспектор Бен Кихоу   |
| Кевин Тај            | поручник Блејк Вилсон |
| Ед О’Рос             | инспектор Френк Круз  |
| Дејвид Ентони Маршал | Вили Хикок            |
| Ендрју Дивоф         | Ричард „Чери“ Ганз    |